# 모란사 사건
모란사 사건(중국어: 牡丹社事件) 또는 대만 출병(台湾出兵)은 1874년 청과 일본 양국에 조공을 바치고 있던 류큐국의 표류민 54명을 대만 토착민들이 살해한 것을 계기로 일어난 사건이다. 이 사건으로 청나라 조정은 살해된 류큐 사람들에 대한 보상금과 대만 점령지에 일본군이 설치한 시설물 대가를 지불하기로 했다. 이 사건은 류큐에 대한 기존 청나라의 종주권을 부인하고, 류큐국을 일본의 속국으로 인정한 결과를 가져다 주었다.

## 배경
류큐 왕국은 에도 시대에는 일본 사쓰마번과 중국 대륙의 청나라 사이에서 양속 관계에 있었고, 일본 메이지 정부가 들어서면서 귀속을 둘러싼 정치적 문제가 일어나고 있었다.
1871년 10월 메이지 4년, 미야코섬에서 슈리에 공물을 수송하고 귀환길에 올랐던 류큐 어용 선박이 태풍으로 인해 조난을 당했다. 승무원은 표류를 하다가 대만 남부에 도착했다. 배에는 관리와 뱃사공, 승무원 총 69명이 타고 있었다. 표착한 승무원 66명(3명 익사)은 원주민(현재 대만 원주민 파이완족)에게 구조를 요청했지만, 반대로 마을에 납치되었다.
12월 17일, 원주민과 의사소통을 하지 못하자 조난자들은 마을에서 도주를 했고, 원주민들은 도망자를 적으로 간주하여 차례로 54명을 참수하는 ‘미야코섬 조난 사건’을 일으킨다. 생존자 12명은 한족 이민자에게 구조되었고, 대만부의 보호를 받으며 복건성의 복주를 통해 미야코섬으로 돌려보내졌다. 메이지 정부는 청나라에게 사건의 배상 등을 요구했지만, 청나라 정부는 관할 지역 밖이라는 핑계를 대며 거부했다. 이듬해 1872년 류큐를 관할하고 있던 가고시마현 참사 오야마 쓰나요시는 책임 추궁을 위해 일본 정부에게 출병을 건의했다. 1873년에는 빗추국 아사쿠치군 카시와지마 촌(현재의 오카야마현 구라시키시)의 선박이 대만에 표류하다가 승무원 4명이 약탈을 당하는 사건이 일어났다. 이에 따라 정부 안팎에서 대만 정벌의 목소리가 높아지고 있었다.

## 개전
미야코섬 주민의 대만 실종을 알게 된 청나라 샤먼 주재 미국 총영사 샤를 르 장드르는 주일 미국 공사 찰스 드롱을 통해 “야만인을 징벌해야 한다”며 일본 외무성을 옹호했다. 외무경인 소에지마 다네오미는 드롱의 중개를 통해 샤를 르 장드르와 회담을 가졌고, 내무경인 오쿠보 도시미치도 르 장드르의 의견에 주목하여 르 장드르는 고문으로 외무성에 고용되게 되었다. 당시 메이지 정부는 조선 출병을 둘러싼 〈정한론〉 등으로 갈등이 있었고, 가바야마 스케노리와 가고시마현 참사 오야마 쓰나요시도 사쓰마번의 대만 출병을 건의했다. 이러한 강경한 의견의 배경에는 폐번치현으로 실직한 40만명에서 50만명에 달할 것으로 추정되는 사족들의 불만을 해소하기 위한 배출구를 찾고 있었던 이유도 있었다.
1873년 특명 전권대사로 청나라에 건너간 소에지마 외무경은 수행원인 야나기하라 사키미쓰(柳原前光)를 통해 미야코섬 주민의 대만 실종 사건을 추궁했다. 그러나, 청나라의 외무 당국은 대만 원주민은 ‘화외’(化外)이며, 청나라의 통치가 미치지 않는 영역에서의 사건이라고 답변하고 책임을 회피했다.
이후 일본에서는 그 해 가을, 조선 사절 파견을 둘러싸고 정부가 분열되었다. (메이지 6년 정변) 또한, 다음 해 1874년 1월 이와쿠라 도모미 암살 미수 사건, 2월 에토 신페이의 반란(사가의 난)이 일어나는 등 내정 불안이 고조되고 있었다. 이런 상황에서 오쿠보 도시미치를 중심으로 한 메이지 정부는 국내의 불만을 외부로 돌리기 위해 대만 정벌을 결정했다. 1874년 4월 참의 오쿠마 시게노부를 대만 번지 사무국 장관으로서 또한 육군 중장 사이고 주도를 대만 번지 사무 도독으로 각각 임명하고 군사 행동 준비에 들어갔다.
1873년, 메이지 6년 정변에서 메이지 천황의 칙령은 러시아와 국경 분쟁을 이유로 한 ‘정한’의 연기일 뿐이었다. 러시아와 국경이 확정되면 정한파의 요구가 재현될 가능성이 높았다. 정변으로 소에지마는 하야를 했고, 대신 외교를 맡게 된 오쿠보의 입장에서는 조선보다 더 쉽게 제압할 수 있는 대만 출병을 오히려 적극적으로 기획한 것이다.

## 전투

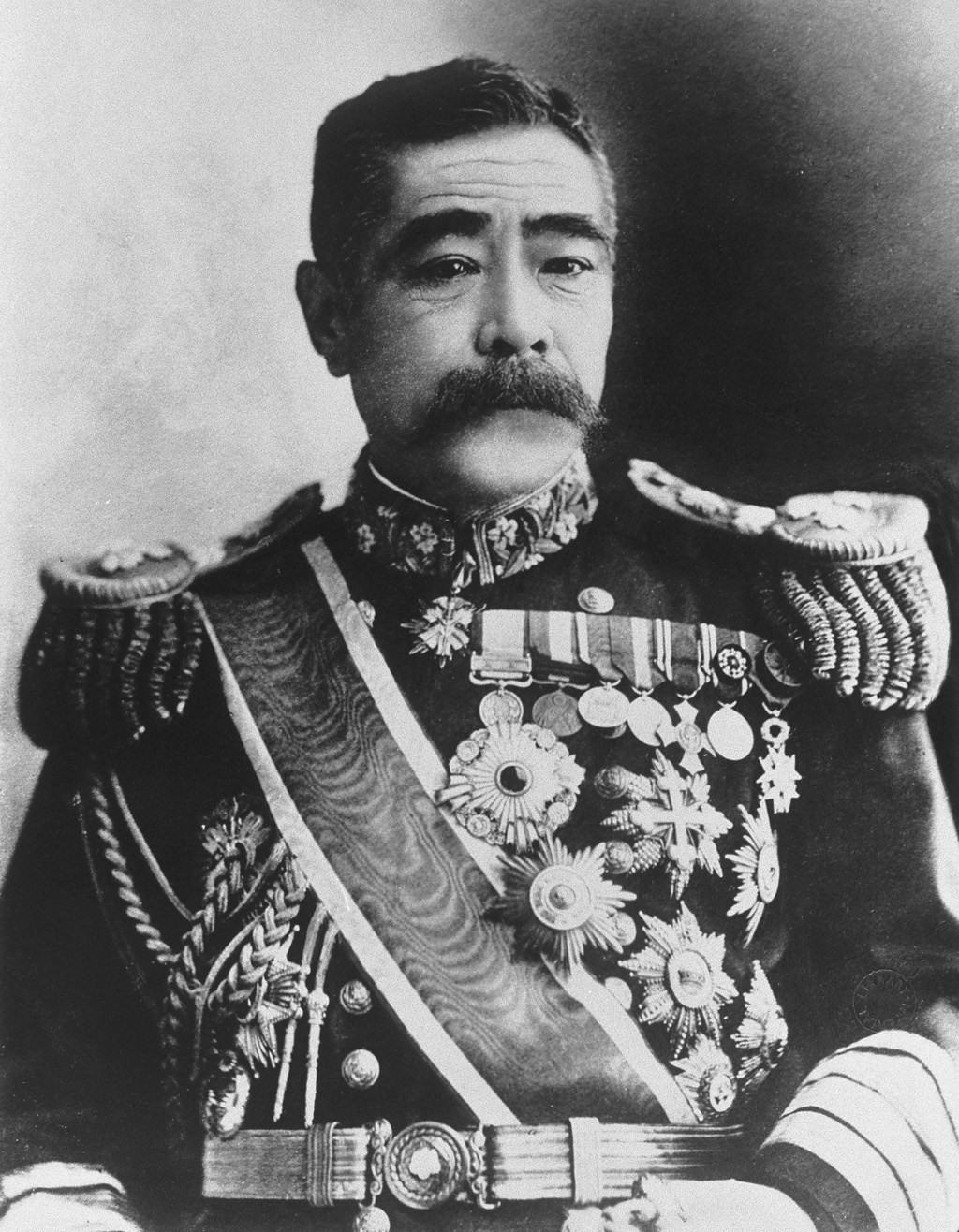
사이고 주도

대만 출병에 대해서는 정부 내부나 영국공사 해리 파크스와 미국 공사 드롱의 후임인 존 빙햄(John Bingham) 등의 반대 의견도 있었다. 특히 참의 기도 다카요시 등의 조슈 번 계열의 인사는 정한론을 부정하면서, 대만에 파병하는 것은 모순이라는 반대의 태도를 굽히지 않았다. 1874년 4월 18일, 기도 다카요시는 사표를 제출하고 참장직을 물러났다. 따라서 정부는 일단 파병 중단을 결정했다.
그러나 사이고는 독단으로의 출병을 강행했고, 나가사키에 대기하고 있던 정토 군 3,000명을 출동시켰다. 정토군은 2개 대대였으며, 그 중 친다이 병은 1개 대대였고, 나머지는 ‘식민병’으로 사쓰마 등 규슈 각지의 사족으로 점령지 영주를 전제로 모집, 편성한 것이었다. 5월 2일 사이고의 명을 받은 타니 타테키(谷干城), 아카마쓰 노리요시가 이끄는 주력군이 에도 막부로부터 계승한 작은 군함 3척으로 나가사키를 출항하자 정부도 어쩔 수 없이 이를 추인하였다.
현재 확인할 수 있는 자료로 국립 문서보관소가 소장하고 있는 공문서가 있다. 이에 따르면 1874년 4월 4일, 산조 사네토미에 의해 대만 번지 사무국이 설치된다. (이후의 임명은 당시 태정대신이었던 산조 사네토미가 봉칙했다.) 같은 해 4월 5일, 대만 번지 사무 도독으로 사이고 주도가 임명된다. 4월 6일 다니 다테키와 아카마쓰 노리요시가 대만 번지 사무국 참전과 사이고 주도를 도와 성공을 이룰 것을 약속한다. 4월 7일, 해군성에서 포함 모오슈, 운요호, 보병 제1소대, 해군포 2문과 육군성에서 구마모토진 관할 보병 1대대, 포병 1소대의 출병 명령을 명할 수 있었다. 이것이 그 경위였다.

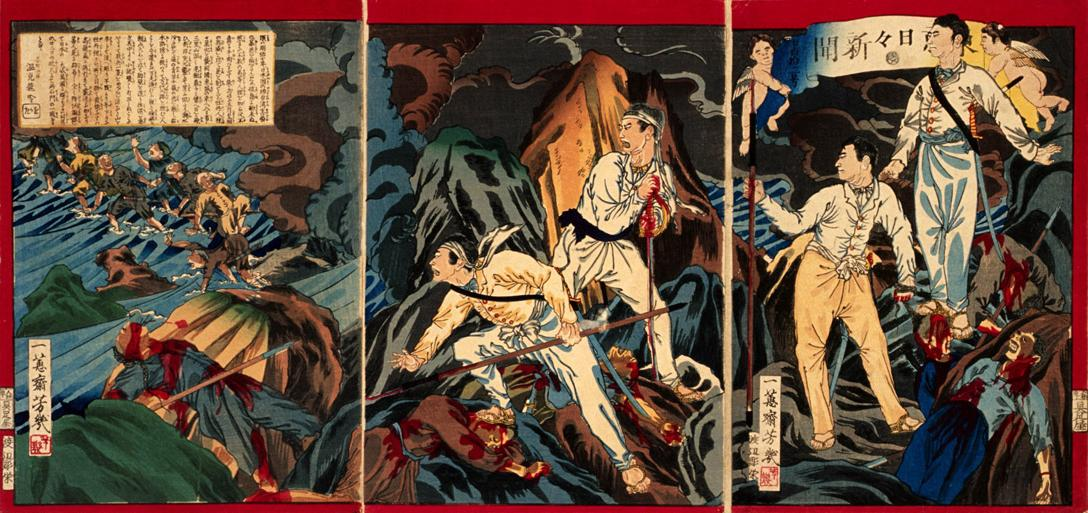
가장 치열한 전투가 벌어졌던 수문 전투, 당시 일본인의 판화

5월 6일, 대만 남부에 상륙하여 대만 원주민과의 사이에서 분쟁이 생겼다. 5월 22일, 대만 서남부의 사료 항(社寮港)에 전군을 집결시키고, 사이고의 명령에 의해 본격적인 진압을 시작했다. 6월 3일에는 무단 사(牡丹社) 등 사건 발생 지역을 제압하고 현지의 점령을 계속했다. 전사자는 12명이었다. 그러나 현지 군은 열악한 위생 상태 속에서 아열대 지역의 풍토병인 말라리아에 걸리는 등 피해가 확산되어 조속한 해결이 필요하게 되었다. 말라리아 창궐로 인해 561명의 병력이 병사했다. 또한 청나라는 일본의 행동에 항의하면서 철군을 요구했다.

### 협상
메이지 정부는 이 출병 때 청나라에 통지를 하지 않았고, 또 청나라 내부의 이권을 가진 열강에도 통지나 교섭을 하지 않았다. 이것은 종종 분쟁의 계기가 될 수도 있는 실책이었다. 청나라의 실력자 이홍장, 영국의 주일 대사 파크는 당초 일본의 군사 행동에 거세게 반발했다. 그 후 영국 공사 토머스 프랜시스 웨이드의 주선으로 화의가 진행되어, 8월 전권대신으로 오쿠보 도시미치가 베이징에 부임하여 청나라 정부와 협상을 했다. 오쿠보는 르 장드르와 프랑스인 법학자 쿠스타브 브아소나드를 고문으로 대만 문제를 협상하였고, 청나라에서는 선정대신 심보정을 흠차대신 겸 총리각국사무아문대신으로 삼아 협상에 임했다.
회담은 난항을 겪었지만, 웨이드의 중개와 이홍장의 유화론도 있었다. 10월 31일, ‘청일 양국 호환 조약’이 체결되었다. 그에 따르면, 청나라가 일본군의 출병을 보민의 의거로 인정하고 일본은 ‘생번’(대만 산악족)에 대한 법을 마련하라고 요구하고, 1874년 12월 20일까지 정벌군을 철수시키기로 합의했다. 또한 청일 양국 간 호환 조약에 따라 청나라는 조난당한 일본인에게 위로금 10만냥을 지불하고 40만냥을 대만의 제반 설비 비용으로 스스로 사용하도록 비용을 마련했다.또한 청나라가 일본군의 행동을 승인했기 때문에 류큐 국민은 일본인이라는 것, 즉 류큐의 일본 귀속이 국제적으로 인정되는 형태가 되었다.

## 결과
일본과 청나라 사이에 귀속이 명확하지 않은 류큐였지만, 이 사건의 처리를 통해 일본에 유리하게 작용했다. 메이지 정부는 이듬해 1875년, 류큐에 대해 청나라의 책봉, 조공 관계의 폐지와 메이지 연호 사용 등을 명령했다. 그러나 류큐는 청나라와의 관계 존속을 탄원하였고, 청나라가 류큐의 조공 금지에 항의하는 등 외교적인 결론은 나지 않았다.
1879년, 메이지 정부의 이른바 류큐 처분에 대해서 그것을 반대하는 청과 1880년 베이징에서의 협상을 벌였다. 일본은 오키나와를 일본령으로 하고, 오키나와 남쪽에 있는 류큐 열도를 중국 영토로 하는 방안(섬 나누기 안)을 제시했다. 그러나 청나라는 원래 해당 섬의 영유권은 바라지 않았고, 책봉 관계 유지를 위한 해당 섬을 류큐에 반환한 상태에서의 류큐 왕국 재건을 주장했다. 또한 섬 나누기에 대한 류큐인의 반대도 있었고, 서명에 이르지 못했다. 류큐의 귀속 문제가 청일 간에 최종적으로 해결된 것은 청일 전쟁에서 일본이 승리를 거둔 후 1895년 〈시모노세키 조약〉을 통해서였다.

## 질병
일본군의 피해는 전사 8명, 전상 25명으로 기록되었지만, 장기 주둔을 해야 했기 때문에 말라리아 등의 감염에 그대로 노출되었다. 출정한 군인, 군속 5,990여 명 중 환자 수는 16,409명, 즉 인당 약 2.7회에 걸쳐 질병에 걸리는 비참한 상황에 빠졌다.
1871년, 병부성은 육군성과 해군성으로 분리되었고, 군의관학교는 육군성에 속했으며, 군의료 책임자는 마쓰모토 준이었다. 타이완 출병 당시 군의관부 창립부터 기간이 짧아 경험이 부족했지만 총력을 기울여 사태를 맞았다. 출정군의 의무 책임자는 쿠와타 고오헤 이등군의관정(소령 상당), 부대의 의료관은 미야모토 마사히로 군의(대위 상당)였다. 그 외에도 24명의 의무관이 종군을 하고 있었다. 의무관들은 모두 분투했지만, 극악의 환경과 맹렬한 전염병으로 와병하는 사람이 많았고, 사이고 도독으로부터 병사에게 약만 처방해달라고 요청을 받았다. 의관의 대부분은 한의사로 열대 질병 치료에 전혀 경험이 없었다. 그들은 교대로 22명이 도착했기 때문에 간신히 귀국할 수 있었다. 궁내성에서 외국인 의사가 파견되었다. 독일 출신의 구스타프 센베르크(Dr. Gustav Schoenberg)는 도쿄대학 의학부의 전신에 해당하는 대학교에 속한 외국인 의사 레오폴트 뮐러를 천거했지만 능력이 없어 문제를 일으켰다. 하지만 그와 함께 보낸 6개의 제빙기는 매우 유용하다고 알려져 있다.

## 같이 보기
- 다니 다테키

## 참고자료
- Chiu, Hungdah (1979). 《China and the Taiwan Issue》. 런던: Praeger. ISBN 0-03-048911-3.
- Davidson, James W. (1903). 《The Island of Formosa, Past and Present : history, people, resources, and commercial prospects : tea, camphor, sugar, gold, coal, sulphur, economical plants, and other productions》. 런던과 뉴욕: 맥밀란. OCLC 1887893. OL 6931635M.
- Kerr, George (2000) [1958]. 《Okinawa: The History of an Island People》. Afterword by Mitsugu Sakihara revis판. Tokyo: Tuttle Publishing. ISBN 9780804820875.
- Paine, S.C.M (2002). 《The Sino-Japanese War of 1894–1895: Perceptions, Power, and Primacy》. 런던: 캠브리지 대학교 출판부. ISBN 0-521-81714-5.
- Ravina, Mark (2003). 《The Last Samurai: The Life and Battles of Saigo Takamori》. Wiley. ISBN 0-471-08970-2.
- Smits, Gregory (1999). 《Visions of Ryūkyū: Identity and Ideology in Early-Modern Thought and Politics》. 호놀룰루: 하와이 대학교 출판부.

### 주해
1. ↑  군함 3척은 다카사고마루, 다이우(大有), 메코(明光)였다. 또한 오쿠보 도시미치를 중국에 보낸 것은 기함 류조와 군함 쓰쿠바였다.
2. ↑  일본이 이 출병에 소요된 전비는 이 10배에 달했다. 平尾『子爵谷干城傳』（1981）p.398